# Sadie Harrison
Pour les articles homonymes, voir Harrison.
Sadie Harrison, née en 1965 à Adélaïde, est une compositrice britannique d’origine australienne. Elle vit en Angleterre depuis 1970.

## À noter
Sadie Harrison est également diplômée en archéologie.

## Discographie
- Songs from the Exotic, Œuvres pour voix, clarinette et piano (British Music Label BML 012)
- Inscapes, musique pour violon et piano – Adam Summerhayes, violon ; Alan Brown, piano ; Jonathan Powell, piano ; Catherine Summerhayes, piano (novembre 2000, Sargasso SCD 28036) (OCLC 1263599584)
- Taking Flight, musique de chambre – Lesley-Jane Rogers, soprano ; Nancy Ruffer, flûte ; Peter Sheppard Skærved, Gordon MacKay, violon ; Bridget Carey, alto ; Neil Heyde, violoncelle ; Aaron Shorr, piano ; Quatuor à cordes Kreutzer (avril-mai 2000, Metier Records MSV CD92053) (OCLC 811457845)
- Times for Flying (2001, Clarinet Classics CC0032)
- No Title Required, musique de chambre – Double Image : Carola Neilinger, flûte ; Andrew Sparling, clarinette ; Philippa Ibbotson, violon ; Bridget Carey, alto ; Miriam Lowbury, violoncelle et David Carhart, piano (juillet 2001, Metier Records MSV CD 92056) (OCLC 811457847)
- The Light Garden Trilogy (2003, Metier Records MSV CD 92084)
- Solos and Duos for Strings and Piano — Peter Sheppard Skærved, violoncelle (octobre 2014, Toccata Classics) (OCLC 961808055)
- Pasture & Storm, Musique pour la main gauche et ensembles – Nicholas McCarthy, Sophia Benton, Tomáš Klement piano ; Stephanie Gilbert, flûte ; Roger Huckle, violon ; Peyee Chen, soprano ; Bristol Ensemble, dir. John Pickard (2022, Prima Facie PFCD193)